# Lycosa labialis
Lycosa labialis là một loài nhện trong họ Lycosidae.
Loài này thuộc chi Lycosa. Lycosa labialis được Mao & Da-xiang Song miêu tả năm 1985.